# Der Krieg ist aus
Der Krieg ist aus ist ein französisches Kriegsdrama aus dem Jahr 1989. Die Hauptrolle spielte Richard Bohringer als traumatisierter deutscher Soldat.

## Handlung
Frankreich im Jahr 1944: Der Krieg nähert sich dem Ende und in einem kleinen Dorf erwartet man die amerikanischen Befreier. Die Brüder Antoine, Julien und ihr Freund Gaby beobachten die anrollenden Panzer und benachrichtigen ihr Dorf. Es handelt sich jedoch nicht um die Amerikaner, sondern um deutsche Truppen auf dem Rückzug. Der Bürgermeister wird erschossen, weil er mit der amerikanischen Flagge zu den Panzern rennt. Das Dorf gibt den Kindern die Schuld, und alle drei verlassen heimlich ihre Heimat. Die Brüder wollen zu ihrer Mutter nach Lyon fliehen. Auf dem Weg dahin wird Gaby beim Eierstehlen gefasst und nach Hause gebracht. Als die Brüder ihre Reise fortsetzen, schließt sich ihnen ein Schäferhund an. Später begegnen die Brüder dem deutschen Soldaten Franz. Dieser bedroht sie zuerst mit seinem Gewehr. Einer der beiden soll ihm Essen und Wein bringen, während er den anderen als Geisel behält. Da Franz einen Hexenschuss hat und kein Arzt in der Nähe ist, bringen ihn die Brüder zu einer Heilerin. Am nächsten Tag kann Franz wieder ohne Schmerzen gehen, und die drei werden Freunde. Die vier Reisenden kommen in ein verlassenes Dorf und bedienen sich selbst in einem Restaurant. Die Kinder werden schlafen gelegt, und Franz geht in die verlassenen Wohnungen, um Geld zu stehlen. Am nächsten Tag geht Franz mit dem Hund in eine Kirche und entdeckt mit Schrecken, dass die Nazis alle Dorfbewohner in die Kirche gedrängt und gnadenlos ermordet haben. Franz schreit mit Entsetzen zu Gott, warum dieser nichts dagegen getan habe und schämt sich, weil er die Toten bestohlen hat. Gerade als er das Geld den Toten zurückgeben will, erreichen amerikanische Soldaten das Dorf und entdecken Franz und die Toten in der Kirche. Sie führen Franz und den Hund hinaus. Dort wird der Hund erschossen, weil er einen Soldaten ins Knie beißt, als dieser Franz am Arm packt. Die Brüder schauen aus dem Fenster und sehen gerade noch, wie Franz von den Soldaten erschossen wird. Die beiden Brüder weinen um Franz und den Hund und werden von den Soldaten nach Hause gebracht.

## Kritiken
„Jean-Loup Hubert (‚Am großen Weg‘) schuf eine dicht inszenierte, historische Momentaufnahme. Fazit: Sensible Tragödie aus der Sicht der Kinder.“

## Auszeichnungen
Der Krieg ist aus wurde 1989 mit dem Cinekid-Filmpreis ausgezeichnet. Er gewann außerdem den Lucas 1989 auf dem 15. Internationalen Kinderfilmfestival Frankfurt (Wahl der Kinder).

## Trivia
Die beiden Söhne von Jean-Loup Hubert, Antoine und Julien spielen die namensgleichen Hauptrollen neben Richard Bohringer.